# SN 2012bz
SN 2012bz – supernowa typu Ib/c, odkryta 25 kwietnia 2012 roku w galaktyce A090738+1401. W momencie odkrycia, miała maksymalną jasność 22,1m.